# Килик
Ки́лик (др.-греч. κύλιξ — чаша, от κύλινδω — катать, крутить, лат. calix — кубок, чаша)  — древнегреческий сосуд, неглубокая круглая чаша с широким устьем, на ножке, с двумя горизонтальными ручками по бокам.  В отличие от канфара, ручки, как правило, не превышают  края чаши. Такие сосуды изготавливали из керамики, реже из серебра, в VI—II веках до н. э. В некоторых серебряных киликах IV в. до н.э. с очень плоским днищем и на высокой ножке боковые ручки делали из плетёной проволоки.
На застольных собраниях — симпосиях  — из киликов пили вино, разбавленное водой.  Разливали вино из  крате́ров черпаками — киафами. Сцены таких пиров можно видеть в росписи самих киликов. Часто росписи снабжали весёлыми застольными надписями, например: «Радуйся, пей и живи счастливо». Килики также использовали для игры в коттаб.
Форма древнегреческих киликов разнообразна — от широких чаш на низком поддоне до высоких, изящных на высокой ножке. Снаружи и внутри керамические килики украшали черно- или краснофигурной росписью на мифологические  или бытовые  сюжеты (сбор урожая, отдых, застолья, танцы, домашние ремёсла). Эта особенность делает такие сосуды важным историческим источником.
Роспись осуществляли кистью и специальным  тростниковым или птичьим пером смесью из тёмной глины и древесной золы. После обжига такой состав давал матово-чёрный блеск, отчего и был назван «чёрным лаком» . Повествовательные сцены размещали по кругу на внешней стороне килика. В перерывах между симпосиями килики подвешивали за ручку к стене и такие росписи были хорошо видны. Но особенно замечательны композиции росписи донцев — внутренней поверхности чаш. Показательна их эволюция: от строгой тектоники к свободному, живописному заполнению поверхности. По наблюдениям выдающегося знатока античного искусства  В.Д. Блаватского , на ранних сосудах VII—VI веков до н.э., внутри, на дне чаши, в том месте, где снаружи прикрепляется ножка, древнегреческий мастер, «обладая прирождённым тектоническим чувством», испытывал потребность каким-то образом отметить этот конструктивный момент и делал с помощью циркуля светлой краской (охристой глиной) маленький круг. Постепенно, в ходе эволюции, эта окружность увеличивалась в размерах и, уже не согласуясь с диаметром ножки, теряя тектоническую функцию, превращалась в обрамление самостоятельного изображения или даже многофигурной сюжетной композиции.
Росписи донцев краснофигурных киликов представляют собой шедевры античного искусства — примеры идеально уравновешенной композиции в круге. Выдающийся русский художник и теоретик искусства  В. А. Фаворский, в годы преподавания в московском ВХУТЕМАСе (1921—1925) рисовал мелом на классной доске схемы этих композиций в качестве примера.
В античную эпоху использовали круглый деревянный, мраморный или бронзовый столик на трёх ножках — киликейон. В XV веке в Италии появляется схожий по форме сосуд — тацца. Тацца представляет собой плоскую чашу на высокой ножке, но, в отличие от килика, она не имеет ручек.

## Индивидуальные килики
| Изображение | Название        | Дата              | Описание |
| ----------- | --------------- | ----------------- | --- |
|             | Чаша Аркесилая  | 565—560 до н.э.   | Чаша названа так по имени царя Кирены Аркесилая II, изображенного на ней. Правитель изображен сидящим под навесом, в островерхой африканской шапке и с жезлом в руке, вокруг него люди, складывающие товары. Поясняющие надписи указывают их занятие и имя царя. Возможно, товар, который они загружают — растение сильфий, важная статья доходов Кирены. Некоторые детали росписи, такие как головной убор и одежда царя, а также животные на фоне указывают на африканское происхождение изображения. |
|             | Чаша Диониса    | 540—530 до н.э.   | Одно из самых известных произведений афинского вазописца Эксекия, признанный шедевр древнегреческой вазописи. Изображает бога Диониса на корабле, мачту которого обвивает виноградная лоза с крупными гроздьями. Вокруг корабля резвятся дельфины. Парус окрашен в белый, в то время как остальной рисунок выполнен в чернофигурном стиле. Боковая поверхность чаши украшена стилизованным изображением лица с большими глазами и шести воинов, стоящих над мертвым телом. |
|             | Берлинская чаша | нач. V в. до н.э. | Краснофигурный килик, главной особенностью которого является детальное изображение афинской бронзовой мастерской или литейного цеха, что делает его значимым источником для изучения древнегреческой технологии металлообработки. На внутренней стороне чаши изображен бог-кузнец Гефест, передающий богине Фетиде доспехи для ее сына Ахилла. Сюжеты связанные с мифологией и, в частности, преданиями о Троянской войне, довольно типичны для древнегреческой вазописи. Больший интерес исследователей вызывает изображение на внешней боковой стороне килика, демонстрирующее процесс создания бронзовых статуй на разных этапах. |